# Сталинский район (Уфа)
Сталинский район — исторический административный район города Уфы в 1938–1944 годах, и города Черниковска — в 1952–1956 годах. Ныне — часть Калининского района Уфы.

## История
В 1938 году рабочий посёлок Черниковка, вошедший 19 июля 1936 года в состав города Уфы, преобразован в Сталинский район города с центром в селе Моторном.
5 декабря 1944 года Указом Президиума Верховного Совета РСФСР район преобразован в город республиканского подчинения Черниковск. 25 февраля 1952 года Указом № 742/3 Президиума Верховного Совета РСФСР город разделен на три района: Сталинский, Калининский и Орджоникидзевский.
Указом Президиума Верховного Совета РСФСР от 24 июля 1956 года объединены города Черниковск и Уфа, районы Черниковска стали районами Уфы. Сталинский район упразднён, его территория включена в Калининский район.

## Население
К 1939 году — 49 тыс. человек.